# Tyler Brooke
Tyler Brooke, eigentlich Victor Hugo de Biere, (* 6. Juni 1886 in New York City, USA; † 2. März 1943 in Los Angeles, Kalifornien) war ein US-amerikanischer Film- und Theaterschauspieler.

## Leben
Tyler Brooke, US-amerikanisch-französischer Abstammung, studierte zunächst Wirtschaftsrecht und Finanzwesen. Seit 1920 war er als Schauspieler tätig, zunächst am Broadway, wo er vor allem in zeitgenössischen Stücken spielte, ab 1925 auch beim Film. Brooke spielte während der Stummfilmzeit zumeist in Kurzfilmen mit. Er spielte auch in einer Reihe Filme unter der Regie von Hal Roach, zusammen mit Oliver Hardy und Stan Laurel. Insgesamt hat er in rund 90 Filmen mitgewirkt.
Der Schauspieler war dreimal verheiratet. Am 2. März 1943 beging er Selbstmord durch Kohlenmonoxidvergiftung, indem er den Motor seines Autos in der Garage seines Hauses laufen ließ.

## Filmographie (Auswahl)
- 1925: Moonlight and Noses
- 1926: Fuchsteufelswild (Crazy like a Fox)
- 1928: Hinter Haremsmauern (Fazil)
- 1929: Dynamit (Dynamite)
- 1930: Lilies of the Field
- 1930: Monte Carlo
- 1930: Madam Satan
- 1930: Playboy of Paris
- 1932: Beine sind Gold wert (Million Dollar Legs)
- 1933: Morgenrot des Ruhms (Morning Glory)
- 1934: Die Schöne der neunziger Jahre (Belle of the Nineties)
- 1934: Blind Date
- 1936: Poor Little Rich Girl
- 1938: Blaubarts achte Frau (Bluebeard's Eighth Wife)
- 1940: Little Old New York